# Percade
El Simposio Percade es uno de los principales foros de reflexión sobre la gestión de personas (o  “recursos humanos”) en Chile, y punto de encuentro entre empresas, trabajadores y sus organizaciones sindicales, pensadores, personalidades políticas, académicas y gubernamentales. En el encuentro se discute sobre la situación, problemas y desafíos del desarrollo de las personas, el sistema de seguridad social en Chile, el aprendizaje y la capacitación, modelos económicos, propuestas de desarrollo país y la realidad y proyecciones de los distintos sectores de la industria, el mundo del trabajo y las relaciones laborales. Su objetivo principal es crear conciencia sobre la situación de desarrollo de las personas, colaborar en la generación de soluciones y estimular el diálogo social.
Se realiza anualmente en Santiago desde 1988, congrega a más de mil personas y se transmite en directo en forma gratuita a través de internet. Su organización está a cargo de la CCAF La Araucana, y cuenta con el patrocinio del Círculo de Ejecutivos de Recursos Humanos CERH Chile, la asesoría académica de la Universidad La Araucana y el respaldo del Gobierno de Chile.

## Distinción "Personas y Desarrollo"
Desde 2005 el Congreso Percade entrega la Distinción Personas y Desarrollo, la cual se confiere a personas e instituciones que se hayan destacado por su aporte al desarrollo de las personas, el mundo del trabajo o las organizaciones sociales.
| Edición | Categoría     | Galardonado                                                                |
| ------- | ------------- | -------------------------------------------------------------------------- |
| 2005    | Personas      | Nicolás Eyzaguirre, Alejandro Foxley, Carlos Cáceres, y el Dr. Patch Adams |
| 2006    | Personas      | Juan Cúneo, Horst Paulmann y Nicolás Ibañez                                |
| 2007    | Personas      | José Joaquín Brunner, Ricardo Claro y Roberto de Andraca                   |
| 2008    | Personas      | Lázaro Calderón, Álvaro Saieh y Constantino Kochifas                       |
| 2009    | Instituciones | Carabineros de Chile                                                       |
| 2010    | Personas      | Felipe Cubillos                                                            |
| 2010    | Instituciones | Ejército de Chile                                                          |
| 2011    | Personas      | Eliodoro Matte                                                             |
| 2011    | Instituciones | Policía de Investigaciones de Chile                                        |
| 2012    | Personas      | Cecilia Morel y Fernando González                                          |
| 2013    | Personas      | Alfredo Moreno                                                             |
| 2013    | Instituciones | Bomberos de Chile                                                          |